# Paducah (Kentucky)
Paducah város az USA Kentucky államában. Lakosainak száma 27 137 fő (2020. április 1.).

## Népesség
A település népességének változása:

| 2010 | 25 024 |
| 2020 | 27 137 |